# Зенітний ракетно-гарматний комплекс

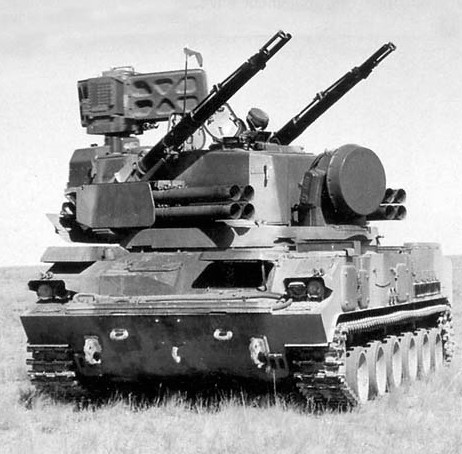
ЗРГК 2К22 «Тунгуска»

Зенітний ракетно-гарматний комплекс (ЗРГК) — комплекс, який призначений для прикриття військ і об'єктів від ударів засобів повітряного нападу, в першу чергу ударних вертольотів і штурмової авіації, що діють на гранично малих, малих і середніх висотах, а також для стрільби по легкоброньованих наземних і надводних цілях. Як правило ЗРГК і ЗРАК (зенітний ракетно-артилерійський комплекс) називають просто ЗРК (зенітний ракетний комплекс) або, при розміщенні комплексу на самохідній базі — ЗСУ (зенітна самохідна установка).
Сьогодні зенітні ракетно-гарматні комплекси створюються як на гусеничній, так і на колісній платформах.

## Опис
Класичним представником ЗРГК є радянський комплекс 2С6 «Тунгуска». Його озброєння складають дві спарені автоматичні гармати 2А38 калібру 30 мм і вісім зенітних керованих ракет ближнього радіуса дії 9М311. Гармати мають сумарну швидкострільність близько 4000 постр./хв.

## Історія
Дрібнокаліберна зенітна артилерія прекрасно продемонструвала свою ефективність під час Другої Світової війни. Але з розвитком реактивної авіації виникла необхідність у прикритті військ безпосередньо з їх бойових порядків під час наступу. Так з'явилися ЗСУ «Шилка» і M163 «Vulcan». З розвитком ракетного озброєння виникла потреба і в зенітних ракетах різної далекобійності, оскільки зенітна артилерія мала невеликий радіус дії. Об'єднання ракетного й артилерійського озброєння в єдиний комплекс дозволило компенсувати невелику дальність стрільби артилерійської установки великою дальністю ракет і можливість придушення системи наведення ракети ворожими засобами РЕБ артилерійським вогнем, який не підвладний системам оптико- і радіоелектронного придушення.

## Представники
Найбільш відомі представники ЗРГК: 
- 2С6 «Тунгуска»
- 2К96 «Панцир-С1»
- «Сосна-РА»
- «Кортик/Каштан»
- M6 Bradley Linebacker (США)